# Oberoende olympiska idrottsutövare i olympiska sommarspelen 2012
Deltagare från Nederländska Antillerna och Sydsudan deltog i olympiska sommarspelen 2012 som oberoende olympiska idrottsutövare. Detta dels på grund av att Internationella olympiska kommittén efter Nederländska Antillernas upplösning 2010 drog tillbaka områdets nationella olympiska kommittés medlemskap. Samt att Sydsudan, som det unga land det var, ännu inte bildat någon erkänd olympisk kommitté. Vid spelen kommer fyra idrottare delta under den olympiska flaggan. Tre från Nederländska Antillerna, Philipine Van Aanholt i segling, Liemarvin Bonevacia i friidrott och Reginal De Windt i Judo, och en från Sydsudan, Guor Marial i maraton.
I friidrotten slutade den sydsudanske maratonlöparen Guor Marial 47:a och Liemarvin Bonevacia kom sist i sin semifinal på 400 m. Reginal De Windt åkte ut i första omgången av judons 81 kg-klass mot ryssen Ivan Nifontov. I damernas laser radial slutade seglaren Philipine van Aanholt 36 efter 10 seglingar då hon inte avancerade till medaljracet.

## Idrotter

### Friidrott
Key
- Notera–Placeringar för ett lopp är enbart inom idrottarens eget heat
- Q = Kvalificerade sig till nästa omgång
- N/A = Omgång inte möjlig för grenen

| Idrottare           | Från     | Gren              | Heat     | Heat      | Semifinal | Semifinal | Final            | Final            |
| Idrottare           | Från     | Gren              | Resultat | Placering | Resultat  | Placering | Resultat         | Placering        |
| ------------------- | -------- | ----------------- | -------- | --------- | --------- | --------- | ---------------- | ---------------- |
| Liemarvin Bonevacia | Curaçao  | Herrarnas 400m    | 45.60    | 3 Q       | 1:36.42   | 8         | Gick inte vidare | Gick inte vidare |
| Guor Marial         | Sydsudan | Herrarnas maraton | i.u.     | i.u.      | i.u.      | i.u.      | 2:19:32          | 47               |

### Judo
| Idrottare         | Från    | Gren                               | 32-delsfinal         | Sextondelsfinal            | Åttondelsfinal       | Kvartsfinal          | Semifinal            | Återkval             | Bronsmatch           | Final                | Final            |
| Idrottare         | Från    | Gren                               | Motståndare Resultat | Motståndare Resultat       | Motståndare Resultat | Motståndare Resultat | Motståndare Resultat | Motståndare Resultat | Motståndare Resultat | Motståndare Resultat | Placering        |
| ----------------- | ------- | ---------------------------------- | -------------------- | -------------------------- | -------------------- | -------------------- | -------------------- | -------------------- | -------------------- | -------------------- | ---------------- |
| Reginald de Windt | Curaçao | Herrarnas halv mellanvikt (-81 kg) | BYE                  | Nifontov (RUS) L 0004–1000 | Gick inte vidare     | Gick inte vidare     | Gick inte vidare     | Gick inte vidare     | Gick inte vidare     | Gick inte vidare     | Gick inte vidare |